# Marsilea distorta
Marsilea distorta är en klöverbräkenväxtart som beskrevs av Addison Brown. Marsilea distorta ingår i släktet Marsilea och familjen Marsileaceae. Inga underarter finns listade.